# آراماند آرابیان
آراماند ام. آرابیان (انگلیسی: Armand Arabian؛ ارمنی: Արմանդ Մ. Արաբյան؛ زاده ۱۲ دسامبر ۱۹۳۴ – درگذشته ۲۸ مارس ۲۰۱۸) قاضی و وکیل ارمنی‌تبار اهل ایالات متحده آمریکا که از ۳ فوریه ۱۹۹۰ تا ۲۸ فوریه ۱۹۹۶ به عنوان دادیار در دادگاه عالی کالیفرنیا خدمت نمود.

## زندگی‌نامه
آرماند در نیویورک سیتی به دنیا آمد والدین وی جان و آغاونی (یلیان) آرابیان (ارمنی: Ջոն և Աղավնի Արաբյան) بودند که بعد از نسل‌کشی ارمنی‌ها در سال ۱۹۱۵ از ارمنستان به ایالات متحده آمریکا مهاجرت کرده بودند. پدربزرگ و دایی وی در جریان نسل‌کشی ارمنی‌ها کشته شدند. آرابیان در سال ۱۹۵۶ مدرک بی‌ای خود در رشته روان‌شناسی از دانشگاه بوستون کسب نمود. وی در روز چهارشنبه ۲۸ مارس ۲۰۱۸ در سن ۸۳ سالگی در دره سن فرناندو درگذشت.